# Korpus Górniczy
Korpus Górniczy – specjalna formacja w Królestwie Polskim, obejmująca personel techniczny i administracyjny oraz robotników rządowych kopalni i zakładów hutniczych, powołana 12 marca 1817 roku w celu zapewnienia dopływu siły roboczej i stabilizacji w rządowym górnictwie i hutnictwie.
Korpus Górniczy dzielił się na osiem klas – pięć wyższych składało się z urzędników górniczych i nadzoru technicznego, trzy ostatnie z robotników fizycznych. Do Korpusu Górniczego mogli wstępować mężczyźni od 12 roku życia (do prac na powierzchni) lub od 15 roku (do robót pod ziemią). W latach 1840–1856 wcielano do niego również przymusowo rekrutów, m.in. nie posiadających wymaganego w wojsku wzrostu. Robotnicy przyjmowani do Korpusu składali przysięgę dożywotniej pracy w górnictwie lub hutnictwie rządowym i posłuszeństwa przełożonym. Urzędnicy zdawali egzamin zawodowy. Nie wolno im było podejmować innych zajęć poza czynnościami służbowymi (handel, praca w zakładach prywatnych lub nabywanie ich akcji), udzielać informacji o górnictwie rządowym i zawierać małżeństw bez zgody przełożonych. Ucieczki robotników z Korpusu Górniczego karano chłostą i aresztem. Przynależność do Korpusu Górniczego zapewniała zwolnienie od służby wojskowej i podatków skarbowych, gwarancję stałego zatrudnienia, mundur górniczy, dodatkowy dzień świąteczny (4 grudnia) oraz ubezpieczenie, realizowane przez kasy brackie z funduszów pochodzących ze składek potrącanych od wynagrodzenia robotników, obejmujące koszty leczenia i wynagrodzenie w czasie choroby („krankszychty”), renty inwalidzkie i starcze („pensje odstawkowe”), koszty pogrzebu oraz wsparcia dla wdów i sierot. Przeciętnie Korpus Górniczy składał się z ok. 4 tys. członków. Po 1860 roku jego liczebność i znaczenie stopniowo malały, w miarę zamykania rządowych kopalni i hut lub ich wyprzedaży w ręce prywatne. Ostatecznie Korpus został zlikwidowany w 1870 roku.
Członków Korpusu Górniczego zwano potocznie górnikami przysięgłymi lub rejestrowymi, gdyż przebieg ich pracy rejestrowano w tzw. księgach rodowodowych, stanowiących cenne źródło informacji o ówczesnych pracownikach kopalni i hut (zachowały się księgi zawierające ok. 1400 rodowodów). Podobne korpusy górnicze organizowano od schyłku XVIII w. w rządowych zakładach ma Górnym Śląsku, nie miały one tam jednak ani tak szerokiego zasięgu, ani takiej trwałości jak Korpus Górniczy w Królestwie Polskim.